# Булдозер
Булдозерът е мощен трактор с гъсенична верига, оборудван в предната си част с гребло. Често различни мощни подемни машини са наричани булдозери.
Използват се на малки и големи строителни обекти, мини, крайпътни обекти, военни бази, заводи от тежката промишленост и големи правителствени проекти. Греблото на булдозера прилича на голяма, тежка метална лопата.

## Брони
Булдозерите, използвани в армията, обикновено са пригодени с броня, която ги предпазва от вражески огън. Един от най-известните бронирани булдозери е IDF Caterpillar D9, използван от Израелските отбранителни сили за детониране на експлозиви и за унищожаване на обстрелващи терористични съоръжения. На някои невоенни булдозери също има поставени брони.